# 七海入歌
七海入歌（7月20日—）是日本的舞台女演員、聲優，所屬劇團雙六。以前所屬Production baobab、vive。Baobab學園（現：Visual·Space俳優養成所）6期生。神奈川縣出身。血型A型。舊藝名是百武彰子（ひゃくたけ あきこ）。

## 演出作品

### 電視動畫
1994年
- 超時空要塞7（金・聖羅蘭）

1996年
- 逮捕令（老奶奶）

1999年
- ∀GUNDAM（老婆）

2002年
- 我們這一家（橫山太太）

### 遊戲
- 窮途末路都市（村田美智子）
- 窮途末路都市2 -冰凍的記憶們-（片桐芳枝）
- 彭柯茲浪漫大活劇崎嶇不平的跑步

### 外語配音
- 家有阿福（瑪麗）
- 激情魚（香黛兒（艾佛烈·伍達））
- 羅賓的兜帽（飯店工作人員）

## 腳註
1. ↑  ビジュアル・スペース俳優養成所公式サイト内業務案内（Internet Archive内）

## 外部連結
- 劇團雙六公開簡歷（页面存档备份，存于）